# Филино (Тотемский район)
Филино — деревня в Тотемском районе Вологодской области.
Входит в состав Толшменского сельского поселения, с точки зрения административно-территориального деления — в Никольский сельсовет.
Расположена на правом берегу реки Пихтеница. Расстояние по автодороге до районного центра Тотьмы — 90 км, до центра муниципального образования села Никольское — 9 км. Ближайшие населённые пункты — Воротишна, Фатьянка, Шульгино.
По переписи 2002 года население — 4 человека.